# 萧塔列葛
萧塔列葛（?—?），字雄隐，契丹五院部人。辽国官员。

## 经历
八世祖只鲁，遥辇氏时曾为虞人。唐朝安禄山来犯，只鲁战于照山之南，击败安禄山。因功封为北府宰相，世袭预备入选此职。萧塔列葛任职于开泰年间，累迁西南面招讨使。重熙十一年（1042年），出使西夏，告谕讨伐宋朝事，约元昊从其他方向夹击宋朝。重熙十二年（1043年），改任右夷离毕、同知南京留守，转任左夷虽毕，不久授东京留守，因世袭任北府宰相，后去世。

## 资料
- 《辽史》卷85 列传第15